# Love Letters (film 1917)
Love Letters è un film muto del 1917 diretto da Roy William Neill con la supervisione di Thomas H. Ince.

## Trama
La giovane Eileen Rodney rimane affascinata da Raymond Moreland, un guru che approfitta di donne sole che prendono per oro colato le sue disquisizioni sulle culture orientali. Eileen scrive appassionate lettere a Moreland, che propugna il libero amore, ed accetta il suo invito di accompagnarlo in India.
I piani di Moreland sono compromessi dall'intervento di Eleanor Dare, una sua ex amante tradita ed abbandonata. Eleanor, con il racconto della sua esperienza, apre gli occhi ad Eileen che decide di accettare la proposta di matrimonio di John Harland, un avvocato che la ama da sempre.
L'anno seguente, Moreland ritorna: vuole riprendere la sua relazione con Eileen e la minaccia, nel caso di un suo rifiuto, di rendere pubbliche le lettere che lei gli aveva scritto. Eileen, benché riluttante, si reca nell'appartamento di Moreland ma deve fuggire agli assalti dell'uomo che cerca di aggredirla.
La mattina dopo, Eileen legge sul giornale che Moreland è morto, assassinato. Il caso viene affidato a Harland, diventato procuratore distrettuale. Eileen, temendo che le sue lettere possano venire ritrovate, incriminandola, ritorna nella stanza di Moreland proprio nello stesso momento in cui vi si reca il procuratore insieme alla polizia. Si scopre però che la vera omicida è Eleanor Dare. Il segreto di Eileen viene sepolto insieme a Moreland.

## Produzione
Il film fu prodotto dalla Thomas H. Ince Corporation. Durante le riprese, venne usato il titolo di lavorazione The Edge of Sin.

## Distribuzione
Distribuito dalla Paramount Pictures e Famous Players-Lasky Corporation, uscì nelle sale cinematografiche USA il 24 dicembre 1917. Thomas H. Ince appare nei titoli come presentatore e supervisore.
Copia della pellicola viene conservata negli archivi della Library of Congress.